# Jozef Stümpel

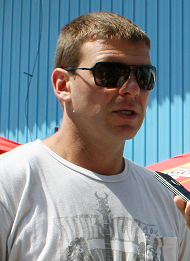
Jozef Stümpel 2009.

Jozef Stümpel, född 20 juli 1972 i Nitra i Slovakien, är en slovakisk före detta professionell ishockeyspelare.

## Karriär
Jozef Stümpel valdes av Boston Bruins i den andra rundan i 1991 års NHL-draft som 40:e spelare totalt.
Före NHL-lockouten 2004–05 hade Stümpel spelat för två NHL-lag, Boston Bruins och Los Angeles Kings. Säsongen 2005–06 skrev han på som free agent för Florida Panthers. 2008 bestämde sig Florida Panthers för att köpa ut hans kontrakt och Stümpel skrev på för Barys Astana i KHL. I maj 2011 bytte Stümpel klubb från Dinamo Riga till HK Spartak Moskva.
Jozef Stümpel spelade i OS samt VM med Slovakien.

## Klubbar
- HK Nitra Moderklubb–1991, 2012–2019
- Kölner EG 1991–1992
- Providence Bruins 1992–1994
- Boston Bruins 1992–1997, 2001–2003
- Kölner Haie 1994–1995
- HC Slovan Bratislava 2000–2001
- Los Angeles Kings 1997–2001, 2003–2004
- HC Slavia Praha 2004–2005
- Florida Panthers 2005–2008
- Barys Astana 2008–2010
- Dinamo Riga 2010–2011
- HK Spartak Moskva 2011–2012
- Kärpät 2012